# Eleição municipal de São José do Rio Preto em 2024
A eleição municipal de São José do Rio Preto em 2024 foi realizada em dois turnos. O primeiro ocorreu no dia 6 de outubro de 2024, e o segundo, no dia 27 de outubro, com o objetivo de eleger um prefeito, um vice-prefeito e 23 vereadores para a administração da cidade no mandato que se inicia em 1° de janeiro de 2025 e termina no dia 31 de dezembro de 2028. O prefeito titular, Edinho Araújo, do MDB, por estar em seu segundo mandato, não pôde se candidatar à reeleição.  O candidato Coronel Fábio Candido (PL) venceu a eleição em segundo turno com 59,97% dos votos válidos, derrotando o segundo colocado, Itamar Borges (MDB), que era apoiado pelo atual prefeito.

## Contexto político
Em 2024, seis candidatos disputaram a eleição para prefeito de São José do Rio Preto (SP). A corrida foi liderada por dois nomes conhecidos na política local: o ex-prefeito Valdomiro Lopes (PSB) e o deputado estadual Itamar Borges (MDB), que apareciam empatados em algumas pesquisas. Com a aproximação do primeiro turno, os dois intensificaram a disputa pelos votos. 
Outros quatro candidatos também participaram do pleito: Marco Rillo (PT), Bruno Menendez (PCO), Coronel Fábio Candido (PL) e Marcelo Zola (DC).
O primeiro turno ocorreu em 6 de outubro, e, após a apuração dos votos, Coronel Fábio Cândido e Itamar Borges avançaram para o segundo turno, que será realizado em 27 de outubro.

## Candidatos e coligações
Seis candidaturas foram registradas para a prefeitura de São José do Rio Preto.
| Prefeito  | Prefeito              | Prefeito          | Prefeito          | Cargos relevantes                              | Vice-prefeito | Vice-prefeito                 | Vice-prefeito     | Vice-prefeito     | Coligação Partido(s) | Número eleitoral |
| Candidato | Candidato             | Partido Federação | Partido Federação | Cargos relevantes                              | Candidato(a)  | Candidato(a)                  | Partido Federação | Partido Federação | Coligação Partido(s) | Número eleitoral |
| --------- | --------------------- | ----------------- | ----------------- | ---------------------------------------------- | ------------- | ----------------------------- | ----------------- | ----------------- | --- | ---------------- |
|           | Coronel Fábio Candido |                   | PL                | Servidor público estadual                      |               | Fábio Marcondes               |                   | PL                | Rio Preto de Verde e Amarelo PL, NOVO e PMB                                                                                              | 22               |
|           | Itamar Borges         |                   | MDB               | Deputado estadual de São Paulo (desde 2011)    |               | Dr. Crivelin                  |                   | MDB               | Rio Preto Pra Todos, Pra Frente e Pra Já MDB, PP, PODE, Solidariedade, UNIÃO, PSD, PSDB, Cidadania, PRTB, PRD, PP, Avante e Republicanos | 15               |
|           | Valdomiro Lopes       |                   | PSB               | Deputado estadual de São Paulo (desde 2023)    |               | Professora Rosicler Quartieri |                   | PSB               | Rio Preto Pode Mais PSB e PDT | 40               |
|           | Marco Rillo           |                   | PT FE Brasil      | Vereador de São José do Rio Preto (2013–2016)  |               | Carlos Alexandre              |                   | PCdoB FE Brasil   | Amor por Rio Preto FE Brasil (PT, PCdoB e PV) e Fed. PSOL REDE (PSOL e REDE)                                                             | 13               |
|           | Marcelo Zola          |                   | DC                | Advogado                                       |               | Guto Bragada                  |                   | DC                | Sem coligação | 27               |
|           | Bruno Menendez        |                   | PCO               | Estudante, Bolsista, Estagiário e Assemelhados |               | Beatriz Carvalho              |                   | PCO               | Sem coligação | 29               |

## Resultados

### Prefeito
| Fonte: TSE              | Fonte: TSE                 | Fonte: TSE                      | Fonte: TSE                          | Fonte: TSE                          | Fonte: TSE                          | Fonte: TSE                          |
| Candidato a prefeito    | Candidato a prefeito       | Candidato(a) a vice-prefeito(a) | Primeiro turno 6 de outubro de 2024 | Primeiro turno 6 de outubro de 2024 | Segundo turno 27 de outubro de 2024 | Segundo turno 27 de outubro de 2024 |
| Candidato a prefeito    | Candidato a prefeito       | Candidato(a) a vice-prefeito(a) | Votação                             | Votação                             | Votação                             | Votação                             |
| Candidato a prefeito    | Candidato a prefeito       | Candidato(a) a vice-prefeito(a) | Total                               | Porcentagem                         | Total                               | Porcentagem                         |
| ----------------------- | -------------------------- | ------------------------------- | ----------------------------------- | ----------------------------------- | ----------------------------------- | ----------------------------------- |
|                         | Coronel Fábio Candido (PL) | Fábio Marcondes (PL)            | 88 852                              | 40,46%                              | 123.349                             | 59,97%                              |
|                         | Itamar Borges (MDB)        | Dr. Crivelin (MDB)              | 56 401                              | 25,68%                              | 82.349                              | 40,03%                              |
|                         | Valdomiro Lopes (PSB)      | Prof.ª Rosicler Quartieri (PSB) | 48 012                              | 21,86%                              | Não participaram                    | Não participaram                    |
|                         | Marco Rillo (PT)           | Carlos Alexandre (PCdoB)        | 25 156                              | 11,45%                              | Não participaram                    | Não participaram                    |
|                         | Marcelo Zola (DC)          | Guto Bragada (DC)               | 792                                 | 0,36%                               | Não participaram                    | Não participaram                    |
|                         | Bruno Menendez (PCO)       | Beatriz Carvalho (PCO)          | 400                                 | 0,18%                               | Não participaram                    | Não participaram                    |
| Total de votos válidos  | Total de votos válidos     | Total de votos válidos          | 219 613                             | 90,94%                              | 205.698                             | 90,23%                              |
| → Votos brancos         | → Votos brancos            | → Votos brancos                 | 9 541                               | 3,91%                               | 8.639                               | 3,79%                               |
| → Votos nulos           | → Votos nulos              | → Votos nulos                   | 12 426                              | 5,15%                               | 13.633                              | 5,98%                               |
| Total de votos          | Total de votos             | Total de votos                  | 241.490                             | 69,41%                              | 227.961                             | 65,52%                              |
| → Abstenções            | → Abstenções               | → Abstenções                    | 106.426                             | 30,59%                              | 119.955                             | 34,48%                              |
| Eleitores aptos a votar | Eleitores aptos a votar    | Eleitores aptos a votar         | 347.916                             | 100%                                | 347.916                             | 100%                                |

### Vereadores
| Vereador             | Partido                                | Número de votos        |
| -------------------- | -------------------------------------- | ---------------------- |
| João Paulo Rillo     | Partido Socialismo e Liberdade (PSOL)  | 9 968 votos            |
| Junior               | União Brasil (UNIÃO)                   | 6 070 votos            |
| Felipe Alcalá        | Partido Liberal (PL)                   | 5 602 votos            |
| Alexandre Montenegro | Partido Liberal (PL)                   | 4 675 votos            |
| Paulo Paulerá        | Progressistas (PP)                     | 4 274 votos            |
| Renato Pupo          | Avante                                 | 4 015 votos            |
| Odélio Chaves        | Podemos (PODE)                         | 4 013 votos            |
| Peixão               | Movimento Democrático Brasileiro (MDB) | 3 982 votos            |
| CB. Julio Donizete   | Partido Social Democrático (PSD)       | 3 882 votos            |
| Bruno Marinho        | Partido Renovação Democrática (PRD)    | 3 820 votos            |
| Márcia Caldas        | Partido Liberal (PL)                   | 3 752 votos            |
| Jonathan Santos      | Republicanos                           | 3 737 votos            |
| Bruno Moura          | Partido Renovação Democrática (PRD)    | 3 383 votos            |
| Abner Tofanelli      | Partido Socialista Brasileiro (PSB)    | 3 356 votos            |
| Jorge Menezes        | Partido Social Democrático (PSD)       | 3 288 votos            |
| Pedro Roberto        | Republicanos                           | 3 098 votos            |
| Anderson Branco      | Partido Novo (NOVO)                    | 2 738 votos            |
| Jean Dornelas        | Movimento Democrático Brasileiro (MDB) | 2 411 votos            |
| Professor Tadeu      | União Brasil (UNIÃO)                   | 2 262 votos            |
| Rossini Diniz        | Movimento Democrático Brasileiro (MDB) | 2 200 votos            |
| Klebinho Kizumba     | Partido Liberal (PL)                   | 2 088 votos            |
| Luciano Julião       | Partido Liberal (PL)                   | 2 066 votos            |
| Alex do Valdomiro    | Partido Socialista Brasileiro (PSB)    | 2 046 votos            |
| Votos válidos        | Votos válidos                          | 218 199 votos (90,52%) |
| Votos brancos        | Votos brancos                          | 12 251 (5,07%)         |
| Votos nulos          | Votos nulos                            | 10 631 (4,4%)          |